# Surangel Whipps Jr.
Surangel S. Whipps ml., palavski poslovnež in politik; * 9. avgust 1968, Baltimore, Maryland, Združene države Amerike.
Od 21. januarja 2021 je predsednik Palava. Senator je bil od leta 2008 do 2016. Prihaja iz dežele Ngatpang.

## Zgodnje življenje in izobraževanje
Whipps se je rodil v Baltimorju v Marylandu materi samohranilki Surangel Whipps Sr., rojeni v Marylandu. Diplomiral je iz poslovne administracije in ekonomije na Univerzi Andrews in magistriral iz poslovne znanosti na kalifornijski univerzi v Los Angelesu. Poleg tega vodi verigo supermarketov Palauan. Na splošnih volitvah leta 2016 v Palavu se je potegoval proti svojemu zetu, predsedniku Thomasu Remengesauju mlajšemu.

## Mandat
Whipps je na predsedniških volitvah 2020 kandidiral za predsednika in premagal podpredsednika Raynolda Oiloucha. V intervjuju za Guardian je takratni izvoljeni predsednik Whipps ml. podal izjavo, da se bo Palav odločneje upiral ukrepom kitajske vlade, vključno z nezakonitim ribolovom in vstopom v palavske vode ter obljubil, da bo ohranil priznanje Tajvana. Poleg tega je predlagal distribucijo cepiva proti COVID-19 med Palavčani, s poudarkom na zdravstvenih delavcih.